# Aleksandrouli

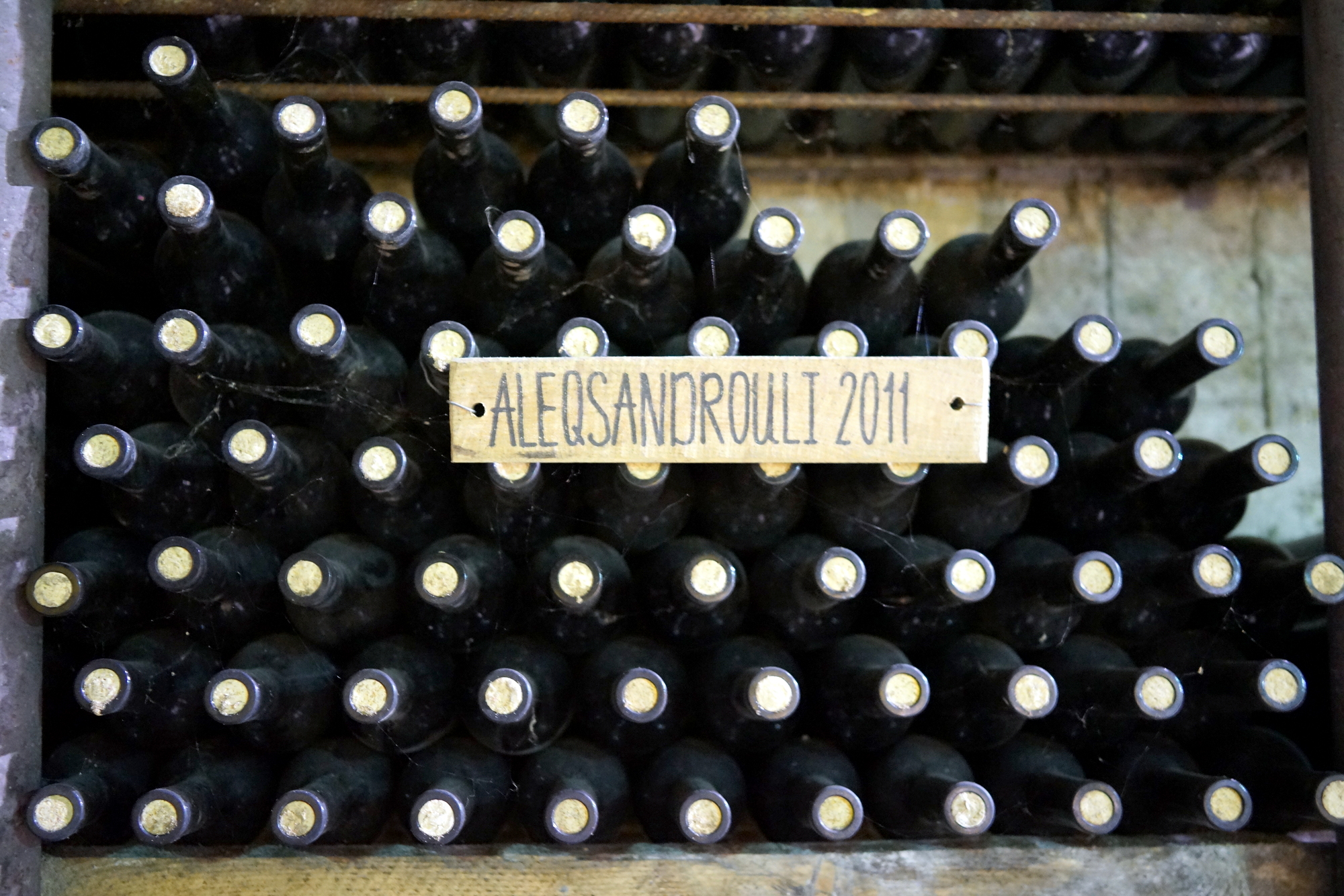
I Georgien år 2019 fanns det 22 stora mycket professionella vinproducenter som höll exceptionell kvalitet. Det fanns samtidigt flera hundra små producenter som tillverkade från 3000-5000 flaskor vardera/år och kvaliteten hos dem var mycket skiftande då vetenskaplig kunskap inom Oenologi saknades helt hos de flesta. Det är fortfarande en ung näringslivssektor. Ovan ser vi en "hemmaodlare" saluföra sin egen gårdsproduktion.

Aleksandrouli (Georgiska: ალექსანდროული) är en blå vindruva från Georgien. Den har under mycket lång tid odlats på bergssluttningarna i provinsen Racha. Enligt muntlig tradition är det en av de äldsta druvorna i landet och därmed i världen, eftersom georgiska viner hör till de absolut första. De mest omfattande planteringarna av Aleksandrouli ligger i distrikten Ambrolauri, Oni och Tsageri, vilka alla ligger längs floden Rioni. (Rioni rinner från Kaukasus berg ner till svarta havet). Aleksandrouli kan växa i hela Georgien och är torktålig men det är ändå i det relativt fuktiga Racha denna druva är koncentrerad. Druvan trivs bra på kalkrik stenig mark men relativt bra i tung lerjord också. Aleksandroulis druvor är runda, mörkt blå och har tunnt skal.

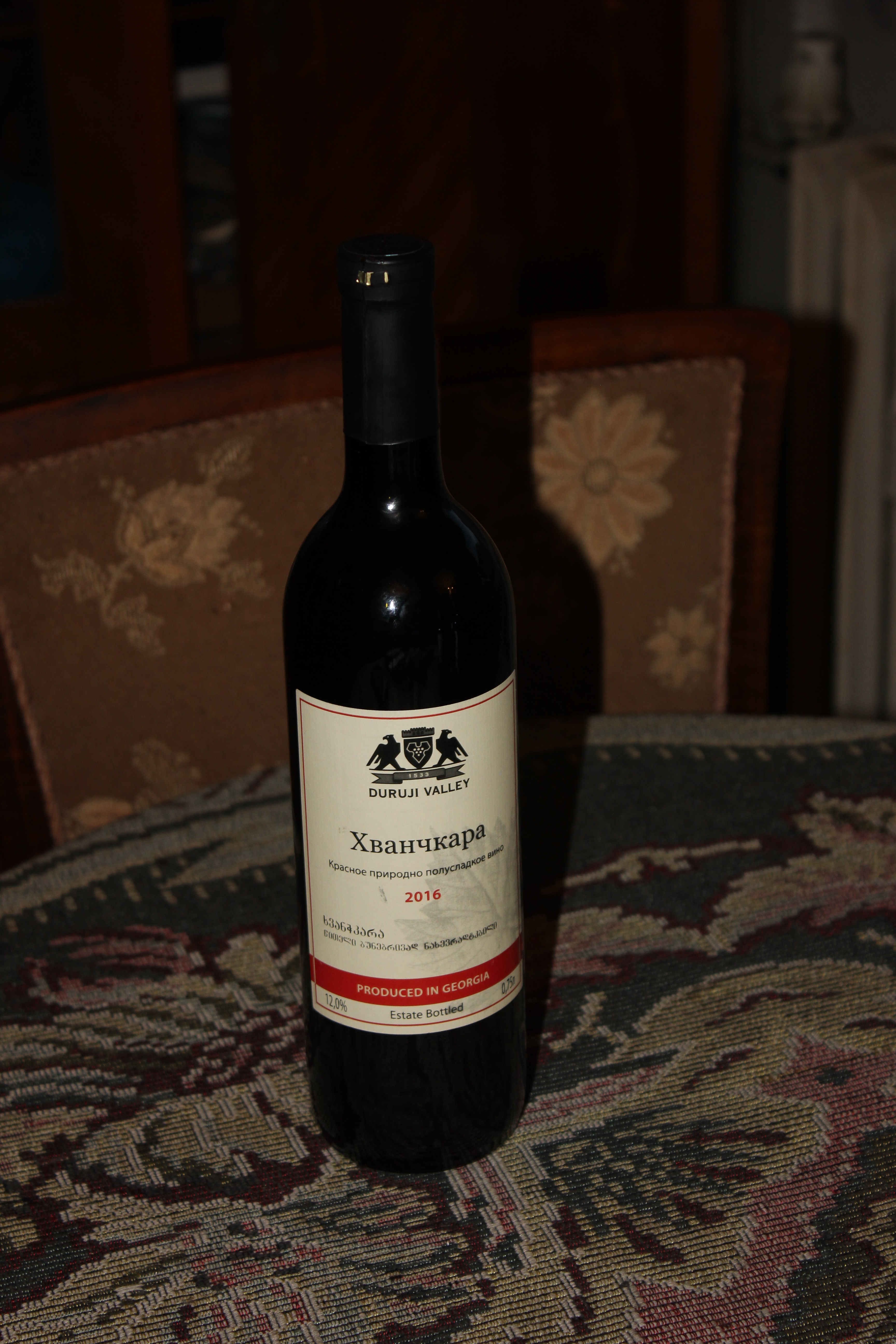
En flaska Khvanchkara avsedd för den ryska marknaden.

Aleksandrouli kan växa upp till 800 m höjd i Racha och det är en frosttålig sort. Området där odlingen är koncentrerad ligger mellan 450m och 800m över havet. Bären är mottagliga för svampsjukdomen Mildiou (vinbladmögel) men resistenta mot möglet Oidium.
Det går att göra torrt vin av denna druva, men vanligen görs det efterfrågade halvsöta Khvanchkara som den ryska marknaden uppskattar. År 2004 noterades endast 161 hektar och merparten av det i Ambrolauri. År 2016 rapporteras arealen ha vuxit till 281 hektar. Eftersom Khvanchkara är så efterfrågat förekommer många falskt etiketterade buteljer som inte är producerade i Racha och dess viktiga PDO Khvanchkara. En godkänd Khvanchkara skall ha en viss andel inblandning av druvan Mujuretuli och den skall vara odlad i Racha. Mujuretuli i sin tur är en hybrid kommen från Aleksandrouli. Khvanchkara standardiserades på 1930-talet och är Georgiens äldsta/första PDO (skyddad ursprungsmärkning). Tillsammans med Kindzmarauli och Mukuzani från Kachetien utgör Khvanchkara landets dyraste vin.
Khvanchkaras stora framgång beror mycket på att det under sovjettiden blev känt genom att georgiern Josef Stalin (1878-1953) förklarade att det var hans favoritvin. Vid Jaltakonferensen i februari 1945 serverade han t.o.m. Khvanchkara till Franklin D. Roosevelt och Winston Churchill.